# Tephromela korundensis
Tephromela korundensis är en lavart som först beskrevs av Räsänen, och fick sitt nu gällande namn av Kalb. Tephromela korundensis ingår i släktet Tephromela och familjen Mycoblastaceae.   Inga underarter finns listade i Catalogue of Life.